# Pier House Museum
Pier House Museum er et museum, der ligger i Symbister på øen Whalsay, der er en del af Shetlandsøerne, Skotland.
Museet er indrettet i Pier House, der tidligere blev brugt til handel med tyskerne og eksport af tørret og saltet fisk til Hanseforbundet, der havde monopollignende magt over handel i og omkring Østersøen og store dele af Nordeuropa i årene 1200 til 1600-tallet. Tyskeren bragte deres varer i form af jernværktøjer, korn, salt og klæde for at få tørret og saltet fisk med retur. Hanseforbundets gamle hus, der var blevet brugt ind til 1707 blev ombygget til museum, og indeholder i dag genstande fra hansetiden og andre genstande med relation til øernes økonomi i perioden.
Bygningen er opført i sten og er to etager med en stentrappe på ydersiden. Huset og havnen hvor den ligger er listed buildings i kategori B.